# Settimio Manelli
Settimio Manelli (ur. 25 kwietnia 1886 w Teramo; zm. 26 kwietnia 1978 w Rzymie) – włoski Sługa Boży Kościoła katolickiego.

## Życiorys
Urodził się w 1886 roku. Pracował jako nauczyciel, a potem był dyrektorem gimnazjum. W 1926 roku jego żoną została Licia Gualandris; z tego związku miał dwadzieścioro jeden dzieci. Przyjaźnił się z ojcem Pio. Zmarł w 1978 roku, mając 92 lata, w opinii świętości. W 2010 rozpoczął się proces kanonizacyjny jego i żony.